# Sinfonia in bianco, ritratto n. 1
Sinfonia in bianco, ritratto n. 1 è un dipinto del pittore americano James Abbott McNeill Whistler, realizzato nel 1861-1862 e conservato alla National Gallery of Art di Washington.

## Storia

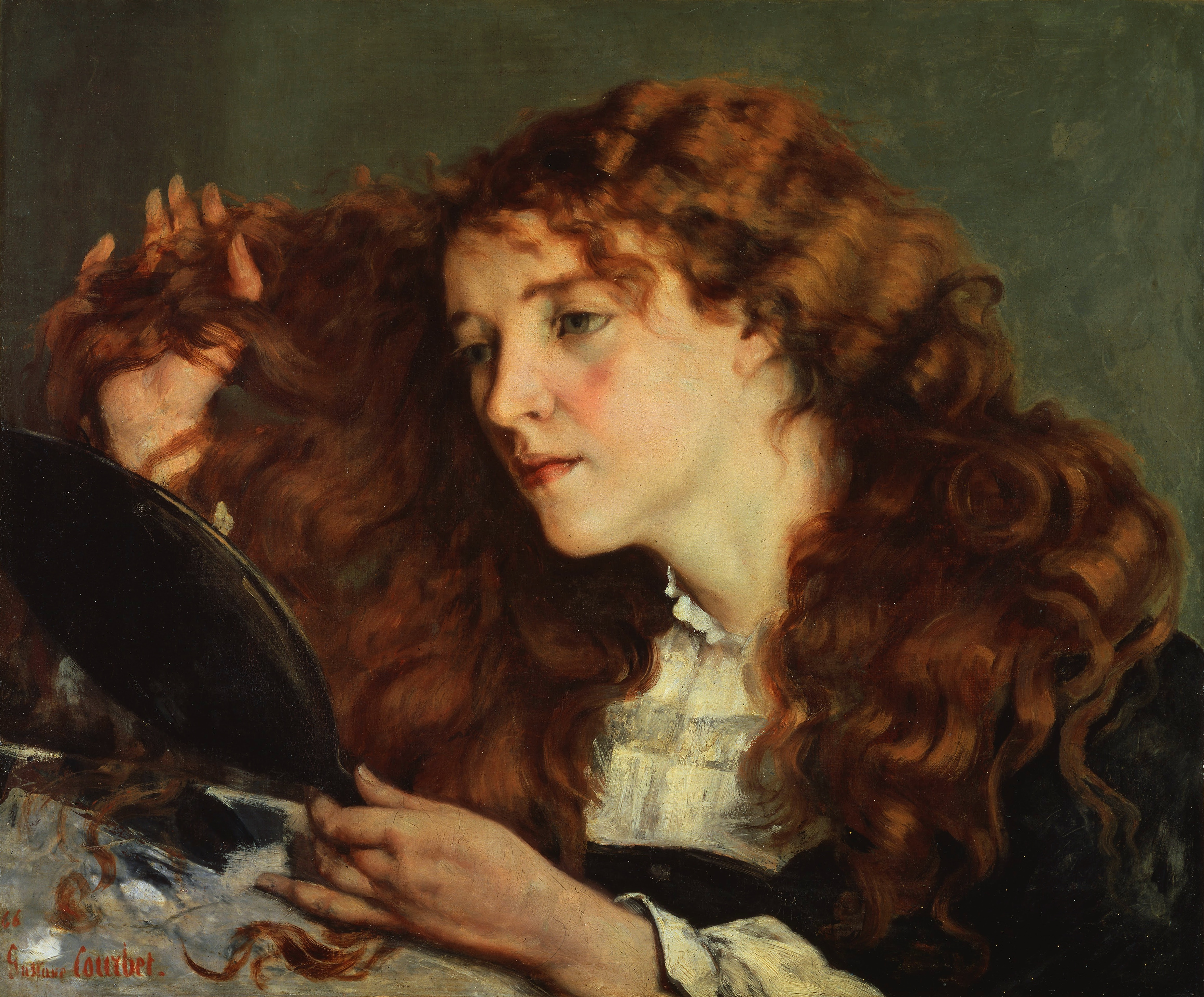
Gustave Courbet, Jo, la belle irlandaise (1866); olio su tela, 54×65 cm, Nationalmuseum, Stoccolma

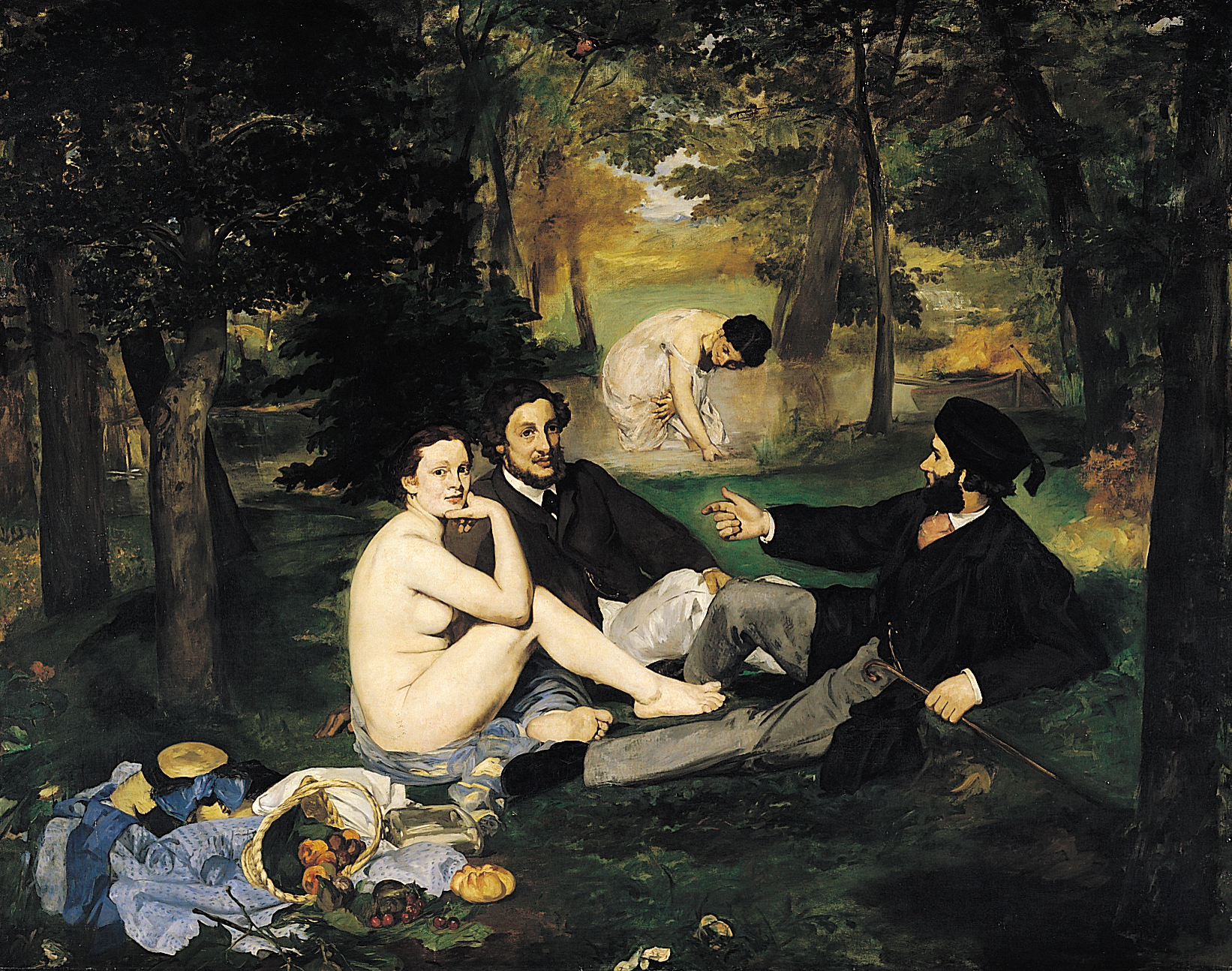
Édouard Manet, Colazione sull'erba (1863); olio su tela, 208×264 cm, museo d'Orsay, Parigi

Nato in America nel 1834, James Abbott McNeill Whistler si trasferì a Parigi nel 1855, animato dal desiderio di diventare un pittore abile e di successo. Trasferitosi nel 1860 a Londra, dove gravitò naturalmente verso le neonate avanguardie artistiche, Whistler vi fece la conoscenza di Joanna Hiffernan, una modella con la quale intrecciò sin da subito un'infuocata storia d'amore. Donna dalla splendida avvenenza e dalle grandi capacità intellettuali, Joanna Hiffernan sarebbe stata descritta dai biografi e amici di Whistler in questi termini: «Non era solo bella. Era intelligente e simpatica. Ha dato a Whistler una costante compagnia di cui non poteva fare a meno».
Fu proprio la Hiffernan a posare per questo dipinto, portato a compimento nell'aprile 1862 dopo una gestazione durata circa cinque mesi. Whistler sottopose l'opera al giudizio della giuria della Royal Academy di Londra, dove tuttavia fu respinta a causa di uno scandalo scoppiato proprio un anno prima per via di un dipinto del tutto simile, La bisbetica domata di Edwin Henry Landseer. Per nulla scoraggiato, Whistler espose la tela presso una piccola galleria privata di Berners Street, dove fu titolata La donna in bianco, in omaggio a un romanzo omonimo di Wilkie Collins che a quei tempi godeva di una grandissima popolarità. Proprio in virtù di quest'analogia l'opera attrasse folle e commenti considerevoli, e furono in molti a individuare un parallelismo tra la musa ritratta da Whistler e il romanzo del Collins. Du Maurier era categorico in tal senso: ancora più rilevante, tuttavia, fu il commento di un critico dell'Athenaeum, il quale recriminò alcune sostanziali dissomiglianze tra La donna in bianco di Whistler e il personaggio dell'opera di Collins. Whistler, ormai esasperato, indirizzò poi una lettera dove spiegò le sue primitive intenzioni: «Non avevo assolutamente intenzione di dare vita artistica al romanzo del signor Wilkie Collins. Il mio quadro rappresenta semplicemente una ragazza in bianco in piedi di fronte ad una tenda bianca».
Nel 1863, in forma di monito verso il giudizio della Royal Academy, Whistler decise di inviare il dipinto al Salon di Parigi, dove però fu nuovamente respinto. Whistler, tuttavia, non fu l'unica vittima dell'implacabile ostracismo della giuria, e pertanto su volere dell'imperatore Napoleone III venne istituito un salon des refusés [Salon dei rifiutati] per esporvi le varie opere d'arte rifiutate dalla giuria. La critica, spaventata dalla spregiudicatezza delle opere ivi esposte, si scatenò: nell'occhio del ciclone vi furono ovviamente Whistler, con la sua Donna in bianco che suscitava le risa maligne dei curiosi, e soprattutto la Colazione sull'erba di Manet, il quale scandalizzò per il soggetto e lo stile. Nonostante la virulenza di certe critiche, l'opera non mancò di attirarsi entusiasti ammiratori: fra questi il critico Thoré-Bürger, che vi vide una ripresa della tradizione di Goya e Velázquez, ma anche lo stesso Manet, il pittore Gustave Courbet e il poeta Charles Baudelaire.
L'opera, rimasta in possesso dei Whistler sino al 1896, fu dunque venduta dal nipote dell'artista al collezionista Harris Whittemore. Fu nel 1943 che l'opera, mediante un generoso lascito da parte del Whittemore, pervenne alla sua sede attuale, venendo finalmente esposta alla National Gallery of Art di Washington D.C.

## Descrizione
È lo stesso Whistler a fornirci una descrizione della sua Sinfonia in bianco in una lettera indirizzata a George du Maurier agli inizi di quell'anno:
(James Abbott McNeill Whistler)

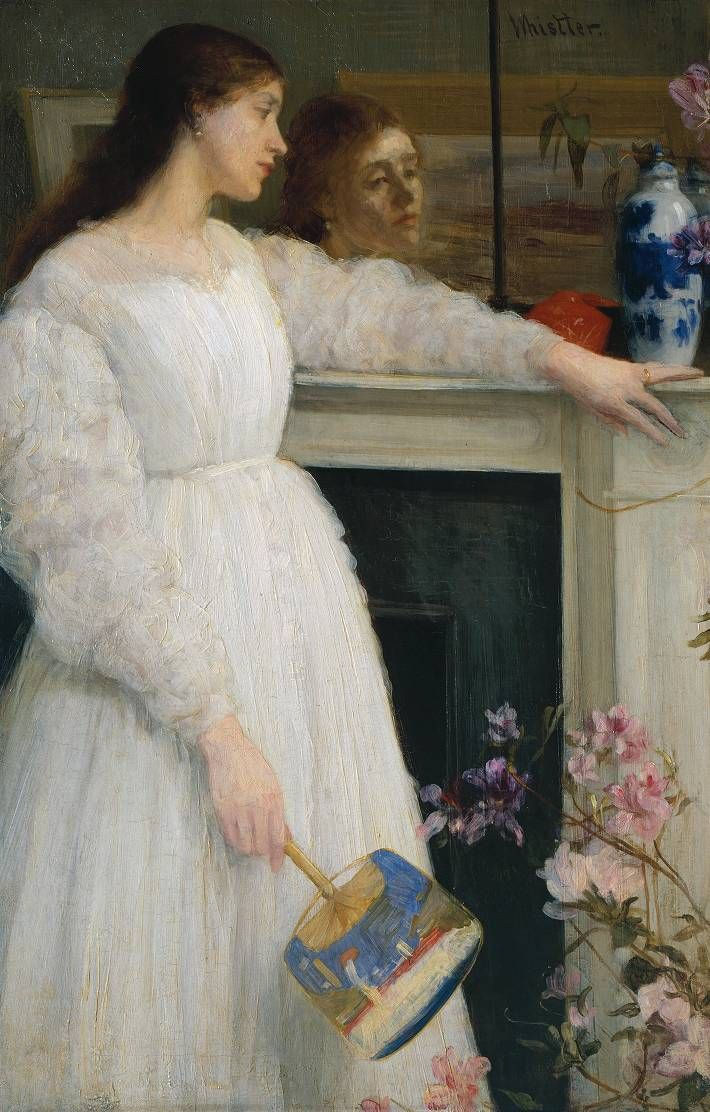
Nel 1864 Whistler approfondisce le ricerche estetiche intraprese con la Sinfonia in bianco, ritratto n. 1 in Sinfonia in bianco, ritratto n. 2.

In Sinfonia in bianco, ritratto n. 1, infatti, Joanna Hiffernan è colta in tutta la sua slanciatezza e statuaria solennità. La belle irlandaise - così era soprannominata Joanna per le sue origini e per la sua radiosa bellezza - qui veste un abito leggero di mussola bianca che ne valorizza i tratti eterei e sognanti. Bianche sono anche le tende retrostanti, venate da leggere striature dorate, conferite dal disegno ricamato o damascato. Nella mano la donna regge languidamente alcuni gigli: molti di questi fiori, tuttavia, sono già caduti un po' sul pavimento a fiorami e un po' sul tappeto di pelle d'orso, che con i suoi occhi esanimi fissa lo spettatore e gli rivolge un grido silenzioso e disperato.
In quest'opera Whistler evoca le sottili corrispondenze presenti tra la musica, espressione genuina e istintiva del sentimento, e la pittura, creando così un'intrigante commistione tra i due linguaggi artistici. Ciò risulta evidente soprattutto nel titolo, il quale reca per l'appunto una dicitura musicale, «Sinfonia». Agli artifici melodici del titolo Whistler accosta poi un cromatismo tenue, di tonalità bianche, sommesse ed ovattate che suggeriscono anziché descrivere. L'opera, infatti, è uno studio pittorico del rapporto vicendevole tra le diverse tonalità di bianco, e vibra di un candore quasi madreperlaceo. La celestiale sinfonia di bianchi orchestrata nella parte superiore del quadro viene contrastata tuttavia dalla massiccia compattezza cromatica del pavimento, nel quale Whistler inscena un tumultuoso accordo di tinte marroni: si può quasi udire il ruggito sommesso, minaccioso ma monotono emesso dall'animale, un suono densissimo di palpitazioni primordiali che nulla hanno a che vedere con la vellutata freschezza del tendaggio e della veste della ragazza.
Dietro quello che sembrerebbe un banale ritratto, dunque, si cela un labirinto sotterraneo di suoni e sensazioni. In Sinfonia in bianco, in effetti, i diversi sensi si rincorrono e si compenetrano: il colore, svincolatosi dalle pastoie della referenzialità descrittiva, può finalmente emulare le emozioni del ritmo musicale. Era proprio questo l'obiettivo di Whistler, che qui tra l'altro dimostra di aver assimilato e interiorizzato la formula estetizzante de «l'arte per l'arte», secondo cui un'opera d'arte ha una vita autonoma e deve avere come fine primo e ultimo la celebrazione di sé stessa, senza essere inquinata da velleità didascaliche o moralistiche. Vani, pertanto, risultano gli esorcismi interpretativi dei critici, che tanto si sono affannati per trovare nella Sinfonia in bianco giustificazioni di stampo moralistico o didascalico, ben ignorando che Whistler in realtà si scagliava contro la necessità di un'arte «utile»: secondo Jules-Antoine Castagnary, ad esempio, il dipinto era un simbolo della giovinezza perduta. Anche il critico d'arte Wayne Craven esita a intravedervi un mero esercizio formale e vi individua «avvisaglie enigmatiche, espressive, persino erotiche», con il giglio che allude all'innocenza della fanciulla e la testa d'orso che invece simboleggia la perdita della sua verginità. Beryl Schlossman vi intravede invece decise tangenze con l'iconografia cristiana: alla luce di quest'interpretazione Joanna riprodurrebbe le forme e la purezza della Madonna, mentre l'orso simboleggerebbe il serpente, tradizionale icona del male che perverte la ragione.